# Mauvezin-sur-Gupie
Mauvezin-sur-Gupie – miejscowość i gmina we Francji, w regionie Nowa Akwitania, w departamencie Lot i Garonna.